# ドナルドソンビル
ドナルドソンビル (Donaldsonville) はルイジアナ州のアセンション郡の郡庁所在地で、ミシシッピ川の西岸に位置する。人口は2020年の国勢調査で6,695人である。

## 歴史と文化
ドナルドソンビルは土地所有者のウィリアム・ドナルドソンにちなんで名付けられた。1806年に、彼は、ニューオーリンズの近くの新しい町を作るため、建築家と設計者のバルテルミ・レイフォンを任命した。ニューオーリンズが「騒がし過ぎる」と考えられたので、後のルイジアナ州都(1830年-1831年)になったとき、すぐに役立った。ドナルドソンビルは小さな町で、多くの史跡がある。旧ルイジアナ州議事堂に使用されたレンガは現在、バイユー・ラフォーシュの水域を妨げている。その他、博物館や公園、ショッピングセンター、南北戦争の戦場などがある。